# Justicia oblongifolia
Justicia oblongifolia är en akantusväxtart som först beskrevs av Gustav Lindau, och fick sitt nu gällande namn av M.E. Steiner. Justicia oblongifolia ingår i släktet Justicia och familjen akantusväxter. Inga underarter finns listade i Catalogue of Life.